# 第15回日本フットボールリーグ
第15回日本フットボールリーグは、2013年（平成25年）3月10日から同年11月24日にかけて行われた日本フットボールリーグ（JFL）のリーグ戦である。AC長野パルセイロが初優勝を果たした。

## 参加クラブ
第15回JFLの参加クラブは以下の通りである（記載は前年シーズンの成績上位順）。
前年シーズン後にV・ファーレン長崎がJ2昇格により退会した一方、
FC町田ゼルビアがJリーグ ディビジョン2（J2）からの降格
（J2会員の喪失→準加盟クラブへの降格）により、SC相模原と福島ユナイテッドFCが
前シーズンの全国地域サッカーリーグ決勝大会からの昇格により本年より参加している。
なお、町田はJ2からJFLへの唯一の降格チームとなった。
| チーム名（正式名称）                                      | 監督 | 都道府県 | 主なホームゲーム会場                                               | 前年度成績 | Jライセンス      | 備考 |
| --------------------------------------------------------- | ---- | -------- | ------------------------------------------------------------------ | ---------- | ---------------- | --- |
| FC町田ゼルビア                                            |      | 東京都   | 町田市立陸上競技場                                                 | J2 22位    | J2               | J2リーグから降格の上、Jリーグ正会員を 脱退・準加盟クラブに降格                                             |
| AC長野パルセイロ                                          |      | 長野県   | 南長野運動公園総合球技場 佐久総合運動公園陸上競技場                | JFL 2位    | （未申請）       | |
| カマタマーレ讃岐                                          |      | 香川県   | 香川県立丸亀競技場                                                 | JFL 4位    | （申請取り下げ） | |
| Honda FC （本田技研工業株式会社フットボールクラブ）       |      | 静岡県   | ホンダ都田サッカー場                                               | JFL 5位    | -                | |
| Y.S.C.C. （NPO横浜スポーツ&カルチャークラブ）             |      | 神奈川県 | ニッパツ三ツ沢球技場                                               | JFL 6位    | -                | シーズン中（8月20日）に準加盟承認                                                                          |
| 佐川印刷SC （佐川印刷株式会社サッカークラブ）             |      | 京都府   | 京都市西京極総合運動公園 陸上競技場兼球技場                        | JFL 7位    | -                | |
| MIOびわこ滋賀                                             |      | 滋賀県   | 東近江市布引グリーンスタジアム                                     | JFL 8位    | -                | シーズン途中（6月29日）にJリーグ準加盟 申請 するも、継続審議となることが 決定（9月17日）し、最終的に未承認 |
| FC琉球                                                    |      | 沖縄県   | 沖縄市陸上競技場 沖縄県総合運動公園陸上競技場                      | JFL 9位    | -                | シーズン中（9月17日）に準加盟承認                                                                          |
| 横河武蔵野FC （横河武蔵野フットボールクラブ）             |      | 東京都   | 武蔵野市立武蔵野陸上競技場                                         | JFL 10位   | -                | |
| 藤枝MYFC                                                  |      | 静岡県   | 藤枝総合運動公園サッカー場                                         | JFL 11位   | -                | シーズン中（9月17日）に準加盟承認                                                                          |
| ソニー仙台FC （ソニー仙台フットボールクラブ）             |      | 宮城県   | ユアテックスタジアム仙台 宮城県サッカー場 七ヶ浜サッカースタジアム | JFL 12位   | -                | |
| ブラウブリッツ秋田                                        |      | 秋田県   | 秋田市八橋運動公園球技場 秋田市八橋運動公園陸上競技場              | JFL 13位   | （未申請）       | |
| ツエーゲン金沢                                            |      | 石川県   | 石川県西部緑地公園陸上競技場                                       | JFL 14位   | （未申請）       | |
| HOYO大分                                                  |      | 大分県   | 大分市営陸上競技場 だいぎんサッカー・ラグビー場                    | JFL 15位   | -                | 「HOYO AC ELAN大分」から名称変更                                                                           |
| ホンダロックSC （株式会社ホンダロック サッカー部）        |      | 宮崎県   | 宮崎市生目の杜運動公園陸上競技場                                   | JFL 16位   | -                | |
| 栃木ウーヴァFC （栃木ウーヴァフットボールクラブ）         |      | 栃木県   | 栃木市総合運動公園陸上競技場 足利市総合運動場陸上競技場            | JFL 17位   | -                | 残留（JFL・地域リーグ入替戦勝利）                                                                          |
| SC相模原                                                  |      | 神奈川県 | 相模原麻溝公園競技場                                               | 関東1部1位 | （未申請）       | 昇格（自動昇格・第36回地域決勝 優勝）                                                                      |
| 福島ユナイテッドFC （福島ユナイテッドフットボールクラブ） |      | 福島県   | 福島市信夫ヶ丘競技場                                               | 東北1部1位 | -                | 昇格（自動昇格・第36回地域決勝 2位） シーズン中（9月17日）に準加盟承認                                     |

Jリーグ準加盟クラブの扱いについて
- 2013年シーズン開始当初に準加盟に認定されていたクラブ
- 2013年シーズン開始当初は継続審議中→その後シーズン途中に認定されたクラブ
- 2013年シーズン終了まで継続審議中のまま準加盟認定が見送られたクラブ
- Jライセンス=2012年秋季に認定された審査結果を記載（オレンジで着色したクラブ限定）

## レギュレーション
1月16日に開幕戦カードが、2月21日に全対戦カードが発表された。

### リーグ・試合形式
リーグ戦試合数
18チームによる2回総当たり（各チーム34試合、合計306試合）で実施される。
試合形式
試合は90分間（前・後半45分ずつ）で行い、決着がつかなければ引き分けとなる。勝利には勝ち点3、引き分けには勝ち点1が与えられる。
強化費
勝利チームに対し「勝利チーム賞」として強化費5万円を贈る。
Jリーグへの加盟（J2への昇格）

前年に引き続き、シーズン後にJ2とJFLの間での入れ替え制度が導入された。
具体的には、「Jリーグクラブライセンス制度に基づき、クラブライセンス審査を受け、J2ライセンスが付与されているJリーグ準加盟クラブ」が年間2位以内となった場合に、
- 1位はJ2に自動昇格（J2の22位と自動入れ替え）
- 2位はJ2下位チーム とホーム・アンド・アウェー方式で入れ替え戦を行い、勝利すれば昇格。
- 2位以内に昇格資格を満たすクラブがいなかった場合の昇格クラブはなし（入れ替え戦も行わない）。

となる。
入れ替え戦を実施する場合の開催日は、第1戦が12月1日、第2戦が12月8日とされた。
昨年と異なり、自動降格ないし入れ替え戦敗戦のチームは、翌年はJFLではなく新設されるJ3（後述）に所属する。
地域リーグへの降格・次年度の参加要件
2014年度からJ2の下部リーグに相当するJ3（その後正式名称が「J3リーグ」に決定）が設立される予定で、2013年のJFL参加クラブからもJリーグ準加盟クラブを中心にJ3に移行するクラブが複数発生すると報じられ、2014年以降現在の18クラブから大幅に減少することが予想されていたことから、JFLではJFL入れ替え戦試合実施要項第2条に於いて以下のように定めた。
- 2013年度 第15回JFL終了後のJFLから9地域リーグへの降格チームは無いものとし、入れ替え戦も行わない。
- 地域リーグからの入会チームについては、原則として全国地域サッカーリーグ決勝大会の上位3チームとする。ただし、J3入会チーム数が決定し、JFLのリーグ編成上必要と認められた場合は入会チーム数が増減する場合もある。

これについて日本フットボールリーグ運営部長の上保毅彦は「J3リーグができても、JFLリーグは日本のアマチュアサッカーリーグのトップリーグという姿勢に変わりはない」と強調していると報じられている
その後、JFLは2014年度のリーグ戦のチーム数について、4チーム減の14チームで行うことを正式に発表した。
天皇杯への出場枠
第17節終了時点の1位のチームに第93回天皇杯の出場権が与えられる。
第16節までカマタマーレ讃岐、AC長野パルセイロ、FC町田ゼルビアの3チームにJFLシードのチャンスがあったが、第17節でカマタマーレ讃岐が勝利し、AC長野パルセイロがFC町田ゼルビアとの直接対決を制し、勝ち点で讃岐と長野がともに37で並んだが、得失点差で讃岐が長野を上回り、カマタマーレ讃岐に天皇杯出場権が与えられた。

## 年間順位
| 順位 | クラブ名           | 試 | 勝 | 分 | 負 | 得点 | 失点 | 差  | 勝点 | 備考              |
| ---- | ------------------ | -- | -- | -- | -- | ---- | ---- | --- | ---- | ----------------- |
| 1    | AC長野パルセイロ   | 34 | 21 | 9  | 4  | 61   | 25   | +36 | 72   | J3加盟            |
| 2    | カマタマーレ讃岐   | 34 | 21 | 5  | 8  | 49   | 27   | +22 | 68   | J2・JFL入れ替え戦 |
| 3    | SC相模原           | 34 | 18 | 7  | 9  | 58   | 42   | +16 | 61   | J3加盟            |
| 4    | FC町田ゼルビア     | 34 | 18 | 7  | 9  | 51   | 44   | +7  | 61   | J3加盟            |
| 5    | Honda FC           | 34 | 14 | 11 | 9  | 54   | 38   | +16 | 53   |                   |
| 6    | 佐川印刷SC         | 34 | 14 | 11 | 9  | 36   | 25   | +11 | 53   |                   |
| 7    | ツエーゲン金沢     | 34 | 14 | 8  | 12 | 60   | 48   | +12 | 50   | J3加盟            |
| 8    | ブラウブリッツ秋田 | 34 | 14 | 8  | 12 | 48   | 45   | +3  | 50   | J3加盟            |
| 9    | ソニー仙台FC       | 34 | 12 | 14 | 8  | 33   | 34   | -1  | 50   |                   |
| 10   | 横河武蔵野FC       | 34 | 13 | 10 | 11 | 36   | 60   | 0   | 49   |                   |
| 11   | FC琉球             | 34 | 12 | 10 | 12 | 47   | 51   | -4  | 46   | J3加盟            |
| 12   | Y.S.C.C.           | 34 | 11 | 6  | 17 | 45   | 56   | -11 | 39   | J3加盟            |
| 13   | 藤枝MYFC           | 34 | 9  | 9  | 16 | 40   | 58   | -18 | 36   | J3加盟            |
| 14   | 福島ユナイテッドFC | 34 | 8  | 10 | 16 | 35   | 42   | -7  | 34   | J3加盟            |
| 15   | HOYO大分           | 34 | 9  | 5  | 20 | 32   | 45   | -13 | 32   |                   |
| 16   | MIOびわこ滋賀      | 34 | 8  | 6  | 20 | 40   | 56   | -16 | 30   |                   |
| 17   | 栃木ウーヴァFC     | 34 | 9  | 3  | 22 | 34   | 66   | -32 | 30   |                   |
| 18   | ホンダロックSC     | 34 | 6  | 11 | 17 | 26   | 47   | -21 | 29   |                   |

### 備考
- クラブ名太字はJリーグに準加盟し、かつ2014年度からのJリーグ加盟意思を表明していたクラブ
- 斜体は、上記の「天皇杯への出場枠」により第93回天皇杯本戦出場シード権を獲得したクラブ

## 個人記録

### 得点ランキング
| 順     | 選手名     | 得点 | 所属             |
| ------ | ---------- | ---- | ---------------- |
| 得点王 | 宇野沢祐次 | 20   | AC長野パルセイロ |
| 2      | 鈴木孝司   | 15   | FC町田ゼルビア   |
| 2      | 木島良輔   | 15   | カマタマーレ讃岐 |
| 4      | 高橋駿太   | 13   | FC琉球           |
| 4      | 清原翔平   | 13   | ツエーゲン金沢   |
| 4      | 島屋八徳   | 13   | HOYO大分         |
| 4      | 松本祐樹   | 13   | SC相模原         |

### 個人表彰・ベスト11
| Pos             | 選手名     | 所属             |
| --------------- | ---------- | ---------------- |
| 最優秀監督      | 美濃部直彦 | AC長野パルセイロ |
| GK              | 諏訪雄大   | AC長野パルセイロ |
| DF              | 大島嵩弘   | AC長野パルセイロ |
| DF              | 深津康太   | FC町田ゼルビア   |
| DF              | 野口遼太   | カマタマーレ讃岐 |
| MF              | 大橋良隆   | AC長野パルセイロ |
| MF              | 佐藤悠希   | AC長野パルセイロ |
| MF              | 清原翔平   | ツエーゲン金沢   |
| MF              | 佐野裕哉   | SC相模原         |
| FW・MVP・得点王 | 宇野沢祐次 | AC長野パルセイロ |
| FW              | 木島良輔   | カマタマーレ讃岐 |
| FW              | 鈴木孝司   | FC町田ゼルビア   |
| 新人王          | 西口諒     | AC長野パルセイロ |

- 優秀レフェリー賞：柿沼亨
- フェアプレー賞：横河武蔵野FC
- 特別賞：千葉雅人

### ハットトリック
| JFL         | JFL              | JFL  | JFL                | JFL       | JFL      | JFL    |
| 選手        | 所属             | 節   | 対戦相手           | 試合結果  | 日付     | 出典   |
| ----------- | ---------------- | ---- | ------------------ | --------- | -------- | ------ |
| 菅原康太4   | ツエーゲン金沢   | 9節  | ホンダロックSC     | 5 - 1 (A) | 5月1日   | [ 10 ] |
| アラン      | 藤枝MYFC         | 15節 | ブラウブリッツ秋田 | 6 - 3 (A) | 6月8日   | [ 11 ] |
| 宇野沢祐次4 | AC長野パルセイロ | 21節 | MIOびわこ滋賀      | 5 - 1 (A) | 7月21日  | [ 12 ] |
| 細貝竜太    | Honda FC         | 29節 | 栃木ウーヴァFC     | 5 - 0 (H) | 10月20日 | [ 13 ] |
| 菅原康太(2) | ツエーゲン金沢   | 30節 | FC琉球             | 5 - 0 (H) | 10月26日 | [ 14 ] |

Note: 4 1試合4得点 (H) – ホーム (A) – アウェイ

## 入れ替え

### J2との入れ替え
2013 J2・JFL入れ替え戦（2013 J2/JFL Play-Offs）

11月10日の第32節をもってAC長野パルセイロのJFL優勝が決定、カマタマーレ讃岐の2位も確定した。長野はJ2ライセンスを保持しておらず、2位の讃岐は11月19日の理事会で11月24日の第34節でホーム平均入場者数が3,000人以上を確定させることと12月1日、8日に行われる2013J2・JFL入れ替え戦に勝利することを条件にJ2入会が承認された。その後11月24日のJFL第34節のホンダロック戦でホーム平均入場者数3000人をクリアしたため、同年のJ2・22位のガイナーレ鳥取との入れ替え戦を行うこととなり、讃岐がこれに勝利したためJ2昇格となった（敗れた鳥取はJ3編入）。
| チーム #1        | 合計  | チーム #2      | 第1戦 | 第2戦 |
| ---------------- | ----- | -------------- | ----- | ----- |
| カマタマーレ讃岐 | 2 - 1 | ガイナーレ鳥取 | 1 - 1 | 1 - 0 |

### 地域リーグとの入れ替え
2014年にJ3リーグ（J3）が発足することに伴い、JFLのチーム数が大幅に減少することが見込まれていることから、上記の通り今年度はJFLから地域リーグへの降格はない。また、10クラブにJ3ライセンスが発給されたため、全国地域サッカーリーグ決勝大会の上位3チーム以外にもJFL参入が可能になったことから、JFLは2014年度の新規参加希望クラブを地域リーグ以下に属するクラブに対し募集し、25クラブからの応募があったことを発表した。
その後、2014年のJFLは14チームで開催することを決定。このため2014年のJFLは、J3に参加しない8チームに、地域リーグからの6チームを加えて実施される。
12月4日の理事会において、以下の6チームのJFL新規加入が決定した。
| 第37回全国地域サッカーリーグ決勝大会上位チーム | 第37回全国地域サッカーリーグ決勝大会上位チーム | 第37回全国地域サッカーリーグ決勝大会上位チーム | 第37回全国地域サッカーリーグ決勝大会上位チーム |
| チーム                                         | リーグ成績                                     | 地域決勝大会成績                               | 備考                                           |
| ---------------------------------------------- | ---------------------------------------------- | ---------------------------------------------- | ---------------------------------------------- |
| ファジアーノ岡山ネクスト                       | 中国1位                                        | 2位                                            |                                                |
| 鹿児島ユナイテッドFC （2チーム統合により新設） | 九州2位                                        | 3位                                            | FC KAGOSHIMAとしての成績                       |
| 鹿児島ユナイテッドFC （2チーム統合により新設） | 九州1位                                        | 4位                                            | ヴォルカ鹿児島としての成績                     |
| JFL入会希望申請チーム                          |                                                |                                                |                                                |
| チーム                                         | リーグ成績                                     | 地域決勝大会成績                               | 備考                                           |
| ヴァンラーレ八戸FC                             | 東北1部2位                                     | 参加できず                                     | Jリーグ準加盟・J3ライセンスなし                |
| アスルクラロ沼津                               | 東海1部4位                                     | 参加できず                                     | Jリーグ準加盟・J3ライセンスあり                |
| マルヤス工業サッカー部                         | 東海1部1位                                     | 1次ラウンド敗退                                |                                                |
| レノファ山口FC                                 | 中国3位                                        | 1次ラウンド敗退                                | Jリーグ準加盟・J3ライセンスあり                |